# Valerio de Leuconay
Valerio de Leuconay o Valerico (del llatí Walaricus o Galaricus) (Auvernia, ca. 565 - Saint-Valery-sur-Somme, 12 de diciembre de 622) fue un monje y abad columbaniano. Es venerado como santo por diversas confesiones cristianas.

## Biografía
Valerio había nacido en Auvernia y se dedicaba a guardar los rebaños a su padre. Decidió hacerse religioso y a los dieciséis años ingresó en el monasterio de Autume. Marchó a Auxerre, donde se puso bajo la protección del obispo Aunerio y vivió en el monasterio de Saint-Germani-de Auxerre, conocido por su austeridad. Finalmente, fue a la abadía de Luxeuil en 594, y fue discípulo de San Columbano, que le dejó como jefe de la comunidad cuando marchó. Columbano, viendo el potencial de Valerio como misionero y predicador, le envió a evangelizar diversas tierras de Neustria, donde la población era aún pagana, entre 614 y 616. Después de predicar y haber obtenido numerosas conversiones, el monje y su compañero Valdoleno pidieron a Clotario II unas tierras en Leuconay, cerca de Amiens: en 611 fundó un eremitorio que se convirtió en el monasterio de Saint-Valery-sur-Somme. Aplicó la regla de Columbano pero con más rigor y austeridad.

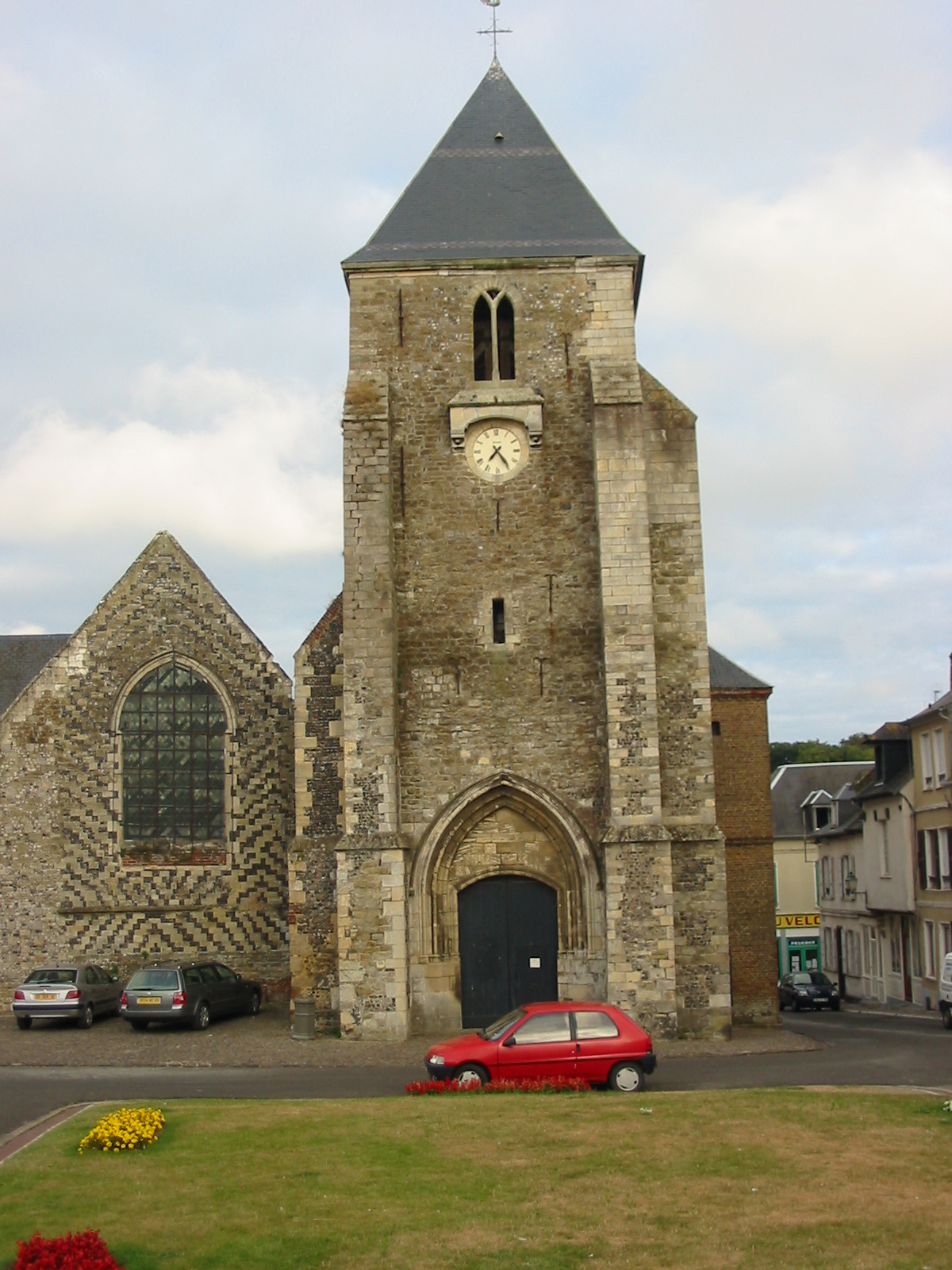
Iglesia de Saint-Valery-sur-Somme.

Desde allí, continuó predicando por el Ponthieu, la Normandía meridional, el país de Caux, etc. Murió, como abad de la comunidad, el 12 de diciembre de 619. Tenía fama de sabio y milagrero.

## Veneración
Enterrado en Leuconay, su tumba se convirtió en un lugar de peregrinaje, como también la fuente situada al lado y a la se atribuyeron propiedades sanadoras. Además, había reliquias en Saint-Riquier, Méréaucourt y Saint-Lucien de Beauvais. Durante las invasiones normandas de los siglos IX y X, sus restos del santo fueron escondidos para protegerlos en un subterráneo de Saint-Omer. La abadía fue destruida y los monjes dispersados. 
Con el tiempo, el cuerpo del santo pasó a manos del conde de Flandes que lo entregó a Montreuil. En 980, Hugo Capeto invadió Flandes y recuperó las reliquias, devolviéndolas a la abadía de Leuconay, reinstalándolos el 2 y 3 de junio de 980; fue entonces cuando la abadía tomó el nombre de Saint-Valery. La abadía adoptó entonces la Regla de San Benito. 
Guillermo I de Inglaterra tenía una gran veneración por el abad e hizo llevar las reliquias a diversas iglesias de Inglaterra y de Normandía, donde se tomó el nombre de Saint-Valery-en-Caux. 

### Leyenda de la profecía de San Valerio
Para legitimar el acceso al trono franco del rey Hugo Capeto se creó la leyenda de la profecía de San Valerio: según ella, el santo se había aparecido en sueños en el futuro rey y le dijo que solo si devolvía sus reliquias, entonces en Flandes, a la abadía de Leuconay, sería rey y su dinastía ocuparía el trono durante siete generaciones. De aquí que se iniciara la campaña de Flandes para recuperar las reliquias.
La profecía permitió que ciertos autores como Gilles de Paris o André de Marchiennes proclamaran el retorno de los carolingios al trono de Francia con Luis VIII.